# Шабаев, Ильшат Раисович
Ильша́т Раи́сович Шаба́ев (тат. Илшат Шабаев; 8 января 1978, Комсомольский, Оренбургская область, РСФСР, СССР) — российский танцовщик, хореограф, артист мюзиклов, исполнитель собственных треков. Победитель проекта «Звезда танцпола» на телеканале MTV. Победитель проекта «Танцы» на ТНТ, лучший танцор России по версии канала ТНТ.

## Биография
Родился в посёлке Комсомольский Александровского района Оренбургской области. Когда Ильшату исполнилось 2 года, его семья переехала в Оренбург. Танцами начал заниматься в раннем детстве, с четырёх лет. Несколько лет танцевал в мальчиковом коллективе «Чечетка» под руководством Виктора Яковлевича Быкова, которого называет своим главным учителем и наставником в мире танца. После окончания школы Шабаев поступил в Оренбургское училище культуры. Во время учёбы он развивался в разных танцевальных направлениях, работал над физической формой.
В 18 лет переехал в Москву и поступил в Московский государственный университет культуры. Параллельно посещал мастер-классы зарубежных и российских танцоров. Шабаеву поступали предложения о переезде в США, но он отказался.

### Начало карьеры
После окончания учёбы в МГИК, пройдя отбор, в течение года работал в ансамбле Игоря Моисеева, обучался в школе современного танца Александра Шишкина.
Является артистом мюзиклов, где проявляет себя сразу в трёх амплуа: в качестве актёра, танцовщика и певца. Первым мюзиклом, в котором он принял участие, стал «Нотр-Дам де Пари». Для этого ему пришлось пройти три этапа кастинга, который длился целый год.
В 2003 году работал в качестве хореографа с певцом, участником «Фабрики звёзд-2» Иракли, гастролируя с ним по стране. Также как хореограф работал с такими исполнителями, как Алсу, Влад Топалов, Сергей Лазарев и другими.
В 2005 году Шабаев победил в первом сезоне танцевального проекта «Звезда танцпола» на канале MTV. Это было первое масштабное танцевальное шоу в России, аналог «Шоу Уэйда Робсона». На кастинги приехало более 3,5 тысячи танцоров со всей страны, отобрано было только 80. За победу был обещан автомобиль и поездка в Лос-Анджелес к хореографу Уэйду Робсону. После окончания проекта Шабаев написал и спел совместно с Теоной Дольниковой гимн для «Звезды танцпола-2». После этого стал преподавать в московской школе танцев Mainstream.
В 2006 году работал по контракту в Израиле — танцевал в шоу «One» израильской певицы Риты. Также работал по контракту в Китае.
После этого Шабаев вновь активно работал в мюзиклах. В 2010—2012 годах играл в двух мюзиклах, режиссёром которых был Егор Дружинин — «Любовь и шпионаж» (по пьесе Е. Греминой «Глаза дня») с Ларисой Долиной и Дмитрием Харатьяном в главных ролях и «Я — Эдмон Дантес» (по мотивам романа А. Дюма «Граф Монте-Кристо»), в котором главные роли исполнили Дмитрий Певцов и Наталия Власова.
Следующим в 2013 году стал мюзикл «Чикаго». По словам хореографа, именно в этом мюзикле он получил наибольший опыт. Там он освоил такой жанр, как «Фосси».
Летом 2014 года Шабаев исполнил роль Гопчика в мюзикле «Однажды в Одессе», организованном по одноимённому сериалу.
Также принимал участие в таких мюзиклах как «Bombay Dreams», «Кошки».

## «Танцы» на ТНТ
Осенью 2014 года на телеканале ТНТ стартовало новое танцевальное шоу — проект «Танцы». На телевизионном кастинге в Москве Шабаев представил на суд жюри танец в стиле современной хореографии под трек Ланы дель Рей «Young & Beautiful». Его наставником стал Егор Дружинин.
За 10 соревновательных выпусков Шабаев станцевал 10 танцев в дуэте и один сольно.

### Список выступлений
- 10 выпуск (эфир 25.10.2014): Шабаев и Юлиана Бухольц. Степ.
- 11 выпуск (эфир 01.11.2014): Шабаев и Алена Гуменная. Современная хореография. Музыкальная композиция Сплин — Романс.
- 12 выпуск (эфир 08.11.2014): Шабаев и Пена. Hip-Hop Choreo.
- 13 выпуск (эфир 15.11.2014): Шабаев и Адам. Experimental. Музыкальная композиция Audiomachine — Mutiny.
- 14 выпуск (эфир 22.11.2014): Шабаев и Виктория Михайлец. Современная хореография. Музыкальная композиция IOWA — Одно и то же.
- 15 выпуск (эфир 29.11.2014): Шабаев и Алена Гуменная. Чарльстон/хаус. Музыкальная композиция Caravan Palace — Suzy.
- 16 выпуск (эфир 06.12.2014): Шабаев. Современная хореография. Музыкальная композиция Phil Collins — In the air tonight.
- 17 выпуск (эфир 13.12.2014): Шабаев и Александр Волков. Krump. Музыкальная композиция Big Rulez — Fitted Mad Rootz.
- 18 выпуск (эфир 20.12.2014): Шабаев и Александр Могилев. Experimental. Музыкальная композиция Robert Rich — Geometry of the Skies.
- 19 выпуск (эфир 27.12.2014): Шабаев и Александр Волков; Ильшат и Виталий Савченко. Contemporary/Hip-Hop/степ/Модерн. Музыкальная композиция Сергей Бабкин и K.P.S.S. — Где я?
- 20 выпуск (эфир 31.12.2014): Шабаев. Современная хореография. Музыкальная композиция Phil Collins — In the air tonight. Ильшат и Юлиана Бухольц. Степ. Танец финалистов: Ильшат, Адам, Алиса Доценко, Виталий Савченко. Contemporary. Музыкальная композиция Charlie Winston — I love your smile.

Один раз за время проекта, в 15 выпуске, по результатам зрительского голосования Шабаев был номинирован на выбывание и мог покинуть танцевальное шоу. Но в итоге из двух танцовщиков — Дмитрия Олейникова и Шабаева — наставник команды Дружинин выбрал Шабаева и дал ему шанс дальше развиваться в «Танцах». В следующих трёх выпусках зрители выбирали Шабаева как лучшего танцора недели из команды Егора Дружинина.
31 декабря 2014 года состоялся финал шоу. Шабаев стал лучшим танцовщиком страны, второе место занял Виталий Савченко, третье — Адам, четвёртое — Алиса Доценко.

### Гастрольный тур
После завершения проекта Шабаев вместе с другими основными участниками первого сезона «Танцев» принял участие в весенне-летнем гастрольном туре под названием «Первый клубный концерт». В рамках тура танцовщики дали концерты в 15 городах России. На концертах танцовщики исполняли уже известные зрителям по телевизионным эфирам номера, но с некоторыми корректировками. Шабаев исполнял танец-соло Krump, который на проекте танцевал вместе с Александром Волковым, танец в стиле Contemporary под композицию «Романс» группы Сплин с Шабаевым вместо Алены Гуменной исполнила Снежана Крюкова, а Викторию Михайлец в танце заменила Пена.
Осенью-зимой 2015 года прошёл второй тур в 3D-формате под названием «Большой концерт». Он охватил около 65 городов, как России, так и Европы.

### Мастер-классы
Мастер-классы Шабаев давал ещё до проекта «Танцы», однако активно делиться опытом он начал именно после окончания проекта. Первые мастер-классы состоялись в январе 2015 года в городе Воронеже.
За полгода после окончания проекта дал порядка более 20 мастер-классов.
26 мая 2015 года Шабаев открыл в Москве собственную танцевальную студию «7U8».. «В названии заложено многое. Цифры 7, 8 — это танцевальный счет, с которого начинается каждая танцевальная комбинация. U — это сокращение от английского „you“ — „ты“; цифра 8 символизируем бесконечность, получается „ты — бесконечность“. Я родился в 78-м году. Семь — моя любимая цифра. Восьмого числа мой день рождения. Само произношение „семь-ю-восемь“ звучит как умножение. Получается 56. Я представлял на проекте город Оренбург — 56 регион. Ну, и визуально мне нравится, как выглядит логотип. И звучит коротко и хорошо».

### Сольные концерты
3 апреля 2015 года Шабаев дал первый сольный концерт в RoxBuryClub в Москве, там же прошла презентация трека «Верить». Всего прозвучало около 15 песен. В концерте также приняли участие Граф и Влад Нестерович (Швед).
Второй концерт прошёл в Оренбурге 8 мая 2015 года. В концерте принял участие Василий Николаев.
30 января 2016 год] состоялся вокальный концерт Ильшата Шабаева при участии Василия Николаева в Воронеже. На концерте Шабаев представил свой новый трек «Этажи», а также исполнил несколько танцевальных номеров.

### Битва сезонов
Участвовал в «Битве сезонов». Он и ещё 9 участников представляли команду Егора Дружинина. Шабаев покинул сезон на 6 концерте.

## Факты
- Любимые кухни — итальянская и азербайджанская[5]
- Кумиры — Михаил Барышников, Чаз Бузан, Брюс Ли[18]
- Рисунок, который Шабаеву подарила поклонница, стал использоваться в качестве изображения на сертификате, который выдается по результатам прохождения его мастер-классов[19]

## Фильмография
| Год  |   | Название      | Роль   |
| ---- | - | ------------- | ------ |
| 2009 | ф | Первая любовь | Танцор |
| 2015 | ф | Экипаж        | Солдат |
| 2018 | с | Большая игра  | Войнов |

## Награды
| Год  | Награда                                            |
| ---- | -------------------------------------------------- |
| 2004 | Победитель проекта «Звезда танцпола» на канале MTV |
| 2014 | Лучший танцор России по мнению канала ТНТ          |

## Клипы
- ALL1 и Ильшат Шабаев — Страница, 2010
- ALL1 и ILSHAT — По-другому, 2010
- Реклама компании «Евросеть», 2011
- Граф (ALL1) — Аллилуйя (при уч. Ильшата Шабаева), 2014
- Quest Pistols Show feat Monatik — Мокрая, 2015
- Рекорд Оркестр — Лада седан, 2015
- Ильшат — О приключениях, 2015
- Ильшат — Душа танцует, 2016

## Дискография
- ILSHAT & Теона — Звезда Танцпола
- Граф (ALL1) — Аллилуйя (при уч. Ильшата Шабаева)
- ILSHAT — BARERA
- ALL1 и Ильшат Шабаев — Страница
- Ильшат Шабаев & Граф — Верить
- ILSHAT — Смайл
- ALL1 и ILSHAT — Слезы
- ILSHAT — Лёвчику
- ILSHAT — Fiesta
- BIFFGUYZ x ГРАФ x ILSHAT — На Карнавале
- Граф (ALL1) и ILSHAT — Крик Земли
- ILSHAT — Только тобой
- ALL1 и ILSHAT — По-другому
- ILSHAT — Magic lady
- Ильшат Шабаев, Лилия Хасянова, Ринета Жаббарова — Джалиль
- Ильшат — О приключениях
- Ильшат — Душа танцует

## Личная жизнь
9 апреля 2016 года Шабаев в интервью телеканалу ТНТ заявил, что с августа 2015 года находится в отношениях с Альфией Мурзахановой. 10 сентября 2016 года в Новосибирске состоялась свадьба. 1 марта 2019 года у супругов родился сын Тимур.